# Quiabentia zehntneri
Quiabentia zehntneri es una especie de planta fanerógama perteneciente a la familia Cactaceae. Es un endemismo de Brasil.  

## Hábitat
Su hábitat natural son los bosques y matorrales subtropicales o tropicales secos. Está considerada en peligro de extinción por la pérdida de hábitat. Esta especie ha sido registrada en los dos lados del valle del Río São Francisco, en Bahía centro-oeste / sur y centro de Minas Gerais, Brasil. Crece en altitudes entre 450 y 750 m s. n. m., donde se encuentra en piedra caliza boscosa (Bambuí), en afloramientos desnudos o en inselbergs de gneis / granito en medio de los bosques de la caatinga.

## Taxonomía
Quiabentia zehntneri fue descrita por Britton & Rose y publicado en The Cactaceae; descriptions and illustrations of plants of the cactus family 4: 252. 1923.
Etimología
Quiabentia: nombre genérico que deriva de un nombre vernáculo.
zehntneri: epíteto otorgado en honor del biólogo suizo Leo Zehntner (1864–1961).
Sinonimia
- Grusonia zehntneri (Britton & Rose) G.D.Rowley
- Pereskia zehmneri Britton & Rose
- Pereskia zehntneri Britton & Rose[4]